# بوریس لانکوش
بوریس لانکوش (لهستانی: Borys Lankosz؛ زادهٔ ۳۱ مارس ۱۹۷۳) کارگردان فیلم، و فیلم‌نامه‌نویس اهل لهستان است. او تاکنون جوایز مختلفی از جشنواره های چون جشنواره بین‌المللی فیلم سیاتل، جشنواره بین‌المللی فیلم مسکو و جشنواره بین‌المللی فیلم ورشو برای فیلم معکوس دریافت کرده است.

از فیلم‌ها یا مجموعه‌های تلویزیونی که وی در آن‌ها نقش داشته است، می‌توان به یانوشیک: روایتی واقعی اشاره نمود.